# Movimento pela Libertação dos Presos do Araguaia
O Movimento pela Libertação dos Presos do Araguaia (MLPA) surgiu no ano de 1981, no estado do Pará, com o objetivo de reivindicar a libertação de pessoas que foram presas de forma contestável em conflitos de terras na região do Araguaia (sudeste do estado). Formou-se pela atuação conjunta de entidades civis – como a Sociedade Paraense de Defesa dos Direitos Humanos (SDDH) e Anistia Internacional; religiosas - Comissão Pastoral da Terra (CPT), Confederação Nacional dos Bispos do Brasil (CNBB) e as Igrejas Anglicana, Luterana (IECLB) e Metodista; além de lideranças políticas.  Foi um movimento em prol dos Direitos Humanos que teve caráter ecumênico e resultou em importantes mudanças culturais, principalmente no estado do Pará.

## História
Os presos em questão eram religiosos e posseiros que sofreram violência policial e outras arbitrariedades por parte das autoridades, como o fato de não poderem apresentar defesa.  As perseguições por parte do governo, inclusive mediante força policial, provocaram a mobilização de membros e lideranças da Igreja Católica, como a Confederação Nacional dos Bispos do Brasil (CNBB) e a Comissão Pastoral da Terra (CPT). 
A partir de tais lideranças iniciou-se um movimento pela libertação imediata dos presos e pelo direito de se defenderem das acusações. Deve-se destacar que no Brasil vigorava a ditadura militar, havendo intensas lutas pela redemocratização do país. Este espírito ajudou a fomentar as ações em torno do MLPA. 
O advogado  Egydio Machado Salles Filho foi designado pela CPT para ajudar no caso, auxiliado por Luiz Eduardo Greenhalgh e Heleno Cláudio Fragoso, indicados pela arquidiocese de São Paulo. Eles entraram com pedido de Habeas Corpus junto ao Superior Tribunal Militar em Brasília, para que os presos fossem soltos. Dada a conotação político-ideológica do caso, o Tribunal negou o pedido, mesmo tendo sido apontadas irregularidades desde o momento das prisões.
Com a notoriedade que o caso ganhava, instituições ligadas aos Direitos Humanos se mobilizaram, a exemplo da SDDH, da CPT e da Anistia Internacional. Algumas lideranças políticas também aderiram aos ideais do Movimento, o que iniciou lutas na esfera governamental. Muitas dessas lideranças, assim como jornalistas que buscavam informações sobre o caso, eram constantemente agredidos.
O Movimento ganhou força com a adesão de grupos populares e de líderes religiosos de outras Igrejas, como a Anglicana, a Luterana (IECLB) e a Metodista. Com a junção desses esforços surgiu o Movimento pela Libertação dos Presos do Araguaia (MLPA). 

## Importância Cultural
A mobilização pela libertação dos presos significou um salto qualitativo para a nova fase que se seguiu no Estado, posto que promoveu um amadurecimento no conceito de sociedade por parte de muitos participantes, além do fortalecimento dos vínculos de compromisso com as causas populares. 
O caráter ecumênico também deve ser destacado. O MLPA reuniu forças de Igrejas distintas em torno de um ideal, tendo em vista a realidade enfrentada por um povo que lhes era comum, sob o mesmo chão.
Na opinião de Rosa Marga Rothe, ativista e coordenadora da Comissão Ecumênica, o MLPA foi a “sementeira” do ecumenismo na Amazônia, pois nasceu de uma experiência prática de convívio e solidariedade.

### Nasce a Unipop
Encerradas as mobilizações em torno da libertação dos presos, alguns grupos retomaram projetos. Parte da liderança permaneceu em contatos esporádicos à medida que surgissem fatos que justificassem alguma tomada de posição. Alguns dos projetos anteriores seguia na linha da educação popular, como alfabetização de adultos e formação de lideranças comunitárias. 
Em 27 de outubro de 1987 foi oficialmente fundado o Instituto Universidade Popular (Unipop), uma entidade que seria a expressão do compromisso com as causas populares e, além disso, que estaria contextualizada com a realidade da Amazônia.
A Unipop veio com a missão de contribuir para um diálogo formativo com os movimentos sociais e populares, que potencializasse a ação dos atores sociais (jovens, educadores, agentes pastorais, crianças e adolescentes, gestores sociais) fundamentado numa estratégia política, democrática, popular e ecumênica, buscando o fortalecimento da identidade amazônica no processo de construção de um novo modelo de desenvolvimento.

### O CAIC
Com a criação da Unipop em um universo de preocupação com a reflexão teológica, surgiu também a ideia de um curso ecumênico de Teologia em nível de graduação. 
O curso tornou-se realidade a partir da constituição do Conselho Amazônico de Igrejas Cristãs (CAIC), fundado em 18 de Novembro de 1996 como representação do Conselho Nacional de Igrejas Cristãs (CONIC) para a região amazônica. 
Um diferencial a ser considerado é que este foi o primeiro curso no Brasil nascido de um Conselho de Igrejas. Além disso, a proposta de se estudar Teologia de uma forma ecumênica significa mais um sinal de respeito às diferenças e de compromisso com a pluralidade cristã.